# Disperis crassicaulis
Disperis crassicaulis är en orkidéart som beskrevs av Heinrich Gustav Reichenbach. Disperis crassicaulis ingår i släktet Disperis och familjen orkidéer.
Artens utbredningsområde är Etiopien. Inga underarter finns listade i Catalogue of Life.